# Lolita (cantora italiana)
Graziella Franchini (5 de janeiro de 1950 – 27 de abril de 1986), melhor conhecida como Lolita, foi uma cantora pop italiana.

## Vida e carreira
Nascida em Castagnaro, Verona, na segunda metade dos anos 1960, Lolita ganhou vários festivais de música, incluindo o Pesaro Music Festival (it) e o Italian Song Festival of Zurich (it). Ela se tornou primeiro conhecida em 1969, graças a sua participação para o Festival di Napoli, onde ela foi finalista com duas canções, e para o show musical da RAI, Settevoci, onde ela lançou seu hit "Come le rose".
Em seus anos seguintes, Lolita tomou parte em alguns dos mais importantes eventos musicais na Itália, incluindo Un disco per l'estate e a 23ra edição do Festival de Música de Sanremo.
Declinado o sucesso, na segunda metade dos anos 1980 ela mudou para Lamezia Terme, onde ela continuou a se apresentar em eventos ao vivo alcançando algum sucesso local. Na noite de 27 de abril de 1986 ela tinha atendido um evento musical mas não se apresentou; ela foi encontrada morta na manhã mais tarde, assassinada por esfaqueamento, e com seu corpo desfigurado em várias partes. O crime tem permanecido não resolvido.

## Discografia

### Singles
- 1966: Matusalemme/La prima barba (Magic, MC 004)
- 1967: La mia vita non ha domani/Notte giovane (Magic, MC 006)
- 1968: Come le rose/W l'estate (Escalation, En 001)
- 1969: L'ultimo ballo d'estate/Pensiero (CAR Juke Box, CRJ NP 1048)
- 1969: Tu/Songo 'e nato (CAR Juke Box, CRJ NP 1051)
- 1969: L'onda verde/Giovedì venerdì (CAR Juke Box, CRJ NP 1059)
- 1970: Circolo chiuso/Malinconia malinconia (Shoking, SKLR 10 001)
- 1970: Dicitencello vuje/Notte chiara (Philips, 6025 016)
- 1971: Io sto soffrendo/Il primo amore (Shoking, SKLR 10 002)
- 1973: Innamorata io?/Situazione (CAR Juke Box, CRJ NP 1087)
- 1984: Sei la felicità/Amico mio (Idea Records, LR 76001)